# Groupement tactique interarmes
Un groupement tactique interarmes (GTIA) est un rassemblement coordonné autour d’un régiment noyau des différentes armes de l'armée de terre française (infanterie, artillerie, cavalerie, génie), permettant de conjuguer des savoir-faire et des missions multiples pour atteindre un objectif tactique défini,. Un GTIA est en général une unité temporaire, constituée pour accomplir une mission - ou plusieurs missions - pendant une période déterminée.

## Description
L'action interarmes permet d'unifier les actions et le savoir-faire de chaque arme de l'armée de terre sous le commandement unique d'un régiment central. Elle se traduit par la constitution d’un groupement tactique interarmes (GTIA) capable de mener des actions coordonnées afin d'atteindre les objectifs tactiques assignés lors d'une intervention militaire. Son équivalent dans l’armée des États-Unis dans les années 1940 à 1960 est le combat command. En Russie son équivalent est le groupe tactique de bataillon.

## Organisation
Le GTIA est le premier niveau tactique de conception et de conduite de l’action interarmes. Disposant de l’ensemble des capacités majeures, il peut être engagé au sein d’une brigade, ou mener des actions autonomes. Il possède une structure modulaire articulée autour de quatre unités de combat, de moyens d’appui de nature et volume variables, et d’une unité de commandement et de logistique. Cette dernière unité est apte à soutenir l’engagement et à mettre sur pied des moyens de commandement incluant les possibilités d’accueil de détachements de liaison. Par principe, chaque groupement tactique interarmes est dimensionné par la fonction d’engagement prioritaire qui préside à sa constitution. 
Particulièrement souple, cette organisation a fait la preuve de son efficacité lors de l'engagement français en Afghanistan, en permettant le rassemblement sous commandement commun de toutes les spécialités nécessaires à la conduite des opérations de combat telles que les transmissions, l’artillerie ou encore la logistique.
Chacune des unités de combat d'un GTIA (compagnie ou escadron) est susceptible de constituer un sous-ensemble interarmes appelé SGTIA (sous-groupement tactique interarmes). Exemple de configuration possible : une compagnie d'infanterie renforcée par un peloton de chars (plus éventuellement des éléments du génie).